# Османистика
Османистика — гуманитарная междисциплинарная научная дисциплина, часть тюркологии. Предметом изучения является история и культура Османской империи и населявших её народов. Название дисциплина получило от основателя османского государства Османа I.

## Османисты
- Категория:Османисты